# Communauté de communes du Pays d’Apt
Die Communauté de communes du Pays d’Apt ist ein ehemaliger Gemeindeverband (Communauté de communes) in Frankreich, in den Départements Vaucluse und Alpes-de-Haute-Provence in der Region Provence-Alpes-Côte d’Azur.
Der Gemeindeverband setzt sich aus 15 Gemeinden zusammen:
In Vaucluse:
- Apt
- Auribeau
- Caseneuve
- Castellet
- Gargas
- Gignac
- Lagarde-d’Apt
- Rustrel
- Saignon
- Saint-Martin-de-Castillon
- Saint-Saturnin-lès-Apt
- Sivergues
- Viens
- Villars

In Alpes-de-Haute-Provence:
- Céreste

Alle Gemeinden gehören zur Landschaftsregion Pays d’Apt, die sich im Tal rund um die Stadt Apt zwischen dem Grand Luberon und den Monts de Vaucluse erstreckt.